# Mamota
Mamota (Kalmia) je rod asi sedmi druhů stálezelených keřů 0,2 až 5 metrů vysokých, z čeledi vřesovcovité.

## Popis
Mamoty jsou přímé nebo řidčeji poléhavé (skalenka) keře, výjimečně i stromy. Listy jsou jednoduché, střídavé, vstřícné nebo v trojčetných přeslenech, stálezelené nebo řidčeji opadavé (K. cuneata), řapíkaté, celokrajné, obvykle kožovité. Květy jsou pravidelné, oboupohlavné, uspořádané v úžlabních či vrcholových hroznech, okolících, latách nebo svazečcích. Kalich je zelený, většinou pětičetný, srostlý. Koruna je opadavá, nejčastěji srostlá a miskovitá, u skalenky a K. buxifolia je zvonkovitá a hluboce členěná. Tyčinek je většinou 10 (u skalenky pouze 5). Semeník je srostlý z 5 plodolistů a zakončený hlavatou čnělkou. Plodem je kulovitá tobolka pukající 5 chlopněmi a obsahující mnoho drobných semen.

## Rozšíření
Mamoty jsou rozšířeny výhradně v Americe od subarktických oblastí Severní Ameriky po Kalifornii a jihovýchodní USA. Druh K. ericoides je endemitem Kuby. Skalenka poléhavá (Kalmia procumbens) má arkto-alpínské rozšíření a vyskytuje se v subarktických oblastech a velehorách Evropy, Asie i Severní Ameriky.

## Ekologické interakce
U druhů s miskovitými květy jsou tyčinky uloženy v 10 kapsách.

## Zástupci
- mamota drobnolistá (Kalmia microphylla)
- mamota sivolistá (Kalmia polifolia)
- mamota širokolistá (Kalmia latifolia)
- mamota úzkolistá (Kalmia angustifolia)
- skalenka poléhavá (Kalmia procumbens, syn. Loiseleuria procumbens)[3]

Přirozeně roste v Severní Americe (hlavně na východní polovině kontinentu) a na ostrově Kuba. Roste na kyselých půdách, s dalšími druhy ve habitatu vlhkých a kyselých mokřin a bažin (Kalmia angustifolia, K. polifolia) a suchých písečných půdách (K. ericoides, K. latifolia).
Listy jsou 2 až 12 cm dlouhé, jednoduché kopinaté, a uspořádané spirálovitě na stonku. Květy jsou bílé, růžové nebo fialové, v květenstvích po 10-50, poněkud připomínající květy pěnišníku, ale jsou plošší, s hvězdicovitými kalichy z pěti spojených okvětních lístků, každý květ má průměr 1 až 3 cm. Plodem je pětilaločnatá kapsule, která se rozděluje, aby se tak uvolnilo mnoho malých semen.

## Název
Kalmia je pojmenovaná po finském botanikovi jménem Pehr Kalm, který je v průběhu 18. století sbíral a třídil v oblasti východní Severní Ameriky.
V ČR se pro mamotu používají i jména jako kalmie nebo skalenka. Skalenka je ale název i pro jinou rostlinu ze stejného rodu, což může být matoucí.
Mamoty byla rovněž nazývána „spoonwood“ nizozemskými osadníky ze Severní Ameriky, protože si z ní původní Američané dělali lžíce.

## Jedovatost
Olistění je toxické, zejména pro ovce, které jsou zvláště náchylné k otravě, pro některé druhy kalmie je rozšířeno obecné jméno „zabiják jehňat“ (lambkill). Ostatní názvy pro mamotu, zejména pro druh mamota úzkolistá (Kalmia angustifolia), jsou v překladu „ovčí vavřín“ (sheep-laurel), „zabiják telat“, „zabiják koz“ a „ovčí jed“ '. Listy a větve obsahují gllykosid andromedotoxin, který je natolik jedovatý, že pro člověka může být jedovaté i maso zvířat, která rostlinu snědla.

## Použití
Mamoty jsou oblíbené zahradní keře, pěstované pro dekorativní květy. Neměly by být vysázeny na místech přístupných hospodářským zvířatům vzhledem k toxicitě.
Mamoty jsou potravou housenek některých motýlů včetně Coleophora kalmiella, živící se výlučně kalmiemi.

## Druhy

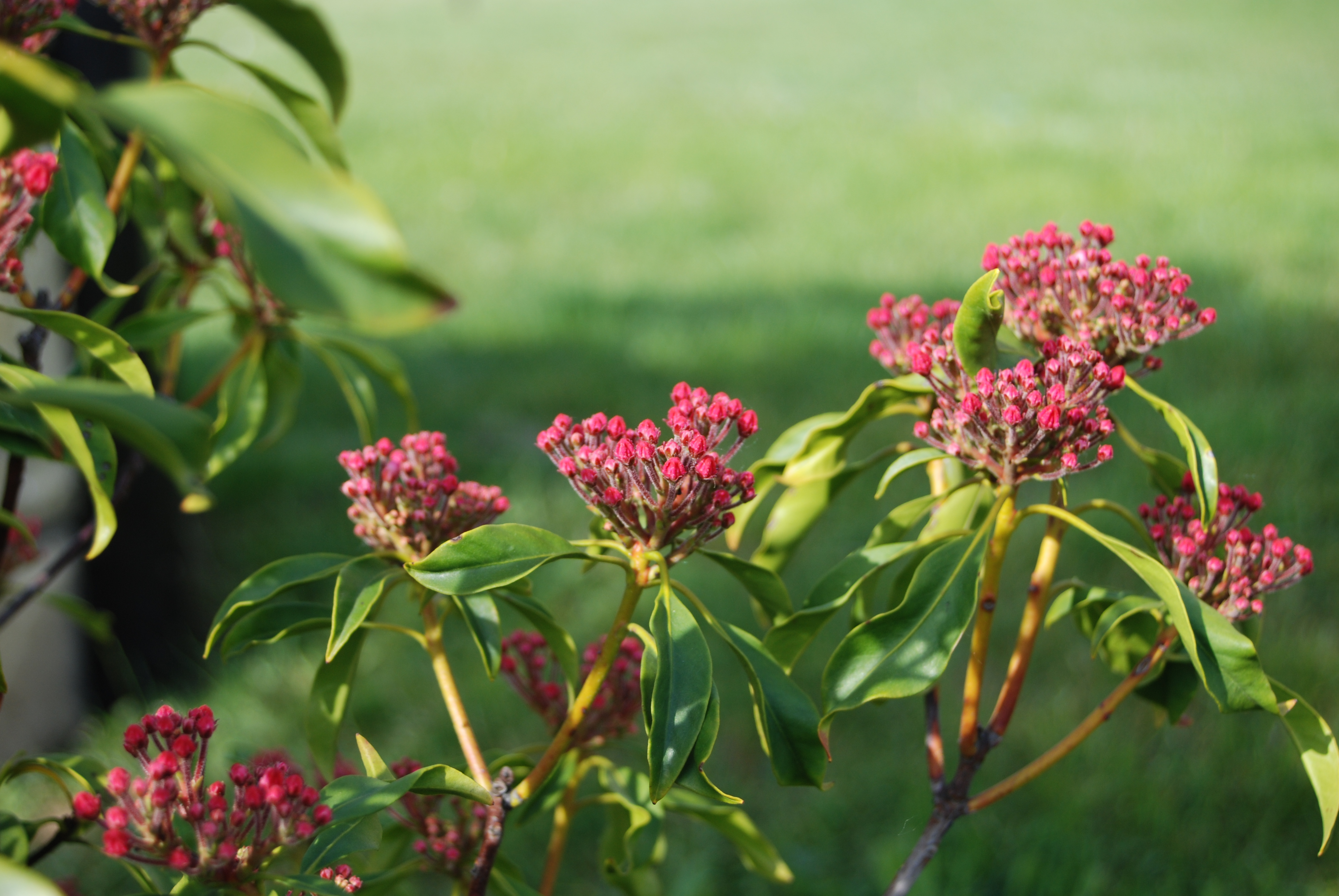
Mamota Kalmia sp.

- Kalmia angustifolia L. – (Sheep-laurel, Lambkill)
- Kalmia carolina Small
- Kalmia cuneata Michx.
- Kalmia ericoides Wright
- Kalmia hirsuta Walt.
- Kalmia latifolia L. – (Lambkill)
- Kalmia polifolia Wangenh.
  - Kalmia polifolia var. microphylla (Hook.) Rehder

Příbuzný vzácný keř mamotěnka (Kalmiopsis leachiana) roste přirozeně v Siskiyou Mountains na jihovýchodě Oregonu.